# Fingertips ’93
Fingertips '93 – singel szwedzkiego duetu Roxette. Został wydany w styczniu 1993 jako trzeci promujący album Tourism.

## Utwory
- Fingertips '93
- Dressed for Success (live)
- Hotblooded (live)
- The Voice